# Neus Rossell i Mas
Neus Rossell i Mas (Sils, 5 de març de 1990) és una mestra de música i youtuber catalana. És també col·laboradora d'El matí de Catalunya Ràdio amb la secció «Bon dia de merda», i copresentadora, conjuntament amb Jair Domínguez i Peyu, del programa satíric de ràdio El búnquer.
L'any 2025 presenta a la plataforma 3Cat, juntament amb Enric Calpena, la sèrie documental Bèsties i flames, el primer programa sobre mitologia catalana.
L'any 2019, es va fer coneguda amb un vídeo viral que va penjar al seu canal de Youtube en el qual explicava que «abans era pianista però que ara és terrorista perquè va posar un paper en una urna i que així li convalidaven el títol de terrorista ja que no tenia diners per a bombes».